# Veliki leščur
Veliki leščur (znanstveno ime Pinna nobilis) je morska školjka iz družine Pinnidae. Je endemit Sredozemlja in je v Sloveniji zavarovana vrsta.
Veliki leščur zraste do 60 cm v dolžino in je s šilastim delom trdno zasidran v peščenem ali blatnem dnu. Živi do globine 20 metrov in je užiten, vendar ima posebno žlezo, ki jo je pred uživanjem potrebno odstraniti, ker peče. Nabiranje teh školjk je v Sloveniji prepovedano.